# Crinifer
Crinifer es un género de aves Musophagiformes de la familia Musophagidae incluye a dos especies  autóctonas del África subsahariana.

## Especies
Se conocen dos especies de Crinifer:
- Crinifer piscator - Turaco gris occidental
- Crinifer zonurus - Turaco gris oriental